# Río Hoyamala
El río Hoyamala es un curso fluvial de Cantabria (España) perteneciente a la cuenca hidrográfica del río Nansa, al cual afluye, no sin antes haberse juntado con el arroyo de la Collada a la altura de Carmona, formando el río Quivierda. Tiene una longitud de 7,014 kilómetros, con una pendiente media de 3,1º.